# غوردون هيرست (لاعب كريكت)
غوردون هيرست (26 أغسطس 1920 في المملكة المتحدة - 6 يوليو 1996 في المملكة المتحدة) (بالإنجليزية: Gordon Hurst)‏ هو لاعب كريكت بريطاني وبريطاني (وحمل سابقاً جنسية المملكة المتحدة لبريطانيا العظمى وأيرلندا). لعب مع نادي مقاطعة ساسكس للكركيت ‏.

## وصلات خارجية
- غوردون هيرست على موقع إي آس بي آن كريك إنفو (الإنجليزية)